# Adrian Rogers

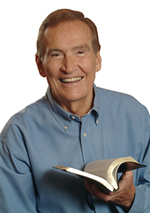
Adrian Rogers

Adrian Pierce Rogers, üblich: Adrian P. Rogers (* 12. September 1931 in West Palm Beach, Florida; † 15. November 2005 in Memphis, Tennessee), war ein US-amerikanischer Baptistenpastor und von 1979 bis 1988 während dreier Amtszeiten Präsident der Southern Baptist Convention (SBC), der mit knapp 16 Millionen Mitgliedern zweitgrößten Religionsgemeinschaft in den USA.

## Leben
Rogers wuchs in einer Arbeiterfamilie auf, seine Familie schloss sich, als er 14 Jahre alt war, einer Baptistenkirche an. Er begann mit 19 Jahren seinen geistlichen Dienst und machte seine Ausbildung zum Pastor an der Stetson University in DeLand, Florida, und am New Orleans Baptist Theological Seminary. Er wurde in der Northwood Baptist Church, heute The Village Baptist Church, in West Palm Beach ordiniert. Zum Hauptpastor wurde er an die Fellsmere Baptist Church in Fellsmere, und 1964 bis 1972 an die First Baptist Church in Merritt Island berufen. 1972 wurde er zum Seniorpastor der Bellevue Baptist Church in Memphis, Tennessee, ernannt, sie hatte damals 9.000 Mitglieder. Als er 2005 zurücktrat und an den Folgen eines Krebsleiden starb, gehörten 29.000 Personen dieser Baptistenkirche an, die damals als eine der größten Megachurch der USA galt.
1987 gründete er zusätzlich den Dienst Love Worth Finding Ministries (deutsch: Liebe – Würde – Erkenntnis), dessen führender Bibellehrer er wurde. In Radio- und Fernsehsendungen von dreißig Minuten erklärte und verteidigte er die biblischen Wahrheiten. Er predigte insgesamt in 150 Ländern der Welt seine biblischen Botschaften, so in Taiwan, Südkorea, Israel, Russland, Rumänien, Mittel- und Südamerika. 2003 wurde er für seinen Dienst als Fernsehprediger geehrt, indem er in die Hall of Fame by the National Religious Broadcasters aufgenommen wurde. Er rief auch das Adrian Rogers Pastor Training Institute for ministers ins Leben, ein Institut zur Weiterbildung von Pastoren, das nach seinem Tod von seiner Frau, zwei Söhnen und einer Grosstochter geleitet wird.
1979 bis 1980 und 1986 bis 1988 war er für drei Amtszeiten Präsident der Southern Baptist Convention, seiner Kirchenvereinigung der südlichen Baptisten. Er war maßgeblich daran beteiligt, dass diese Vereinigung einen deutlich konservativen Kurs einschlug und ihn auch konsequent verfolgte.

## Familie
Rogers war 54 Jahre verheiratet mit Joyce, sie hatten zusammen vier Kinder, neun Grosskinder und sechs Urgroßkinder.

## Werke (Auswahl)
- Ten Secrets for a Successful Family, 1996.
- The Incredible Power of Kingdom Authority. Getting an Upper Hand on the Underworld, 2002.
- The Secret of Soul Winning, 2011.
- What Every Christian Ought to Know. Solid Grounding for a Growing Faith, 2012.
- Unveiling the End Times in Our Time. The Triumph of the Lamb in Revelation, 2013.
- When We Say Father. Unlocking the Power of the Lord's Prayer, 2018.